# Das Leben ist schwer (1961)
Das Leben ist schwer (Originaltitel: Una vita difficile) ist ein Spielfilm aus dem Jahr 1961 von Dino Risi, der zu den herausragenden Werken der Commedia all’italiana zählt.

## Handlung
Silvio ist ein junger italienischer Partisan während des Zweiten Weltkriegs, der sich 1943 am Comer See versteckt. Ein Wehrmachtssoldat greift ihn auf und stellt ihn an die Wand. In letzter Sekunde schlägt die zufällig anwesende Elena den Soldaten mit ihrem Bügeleisen nieder. Sie versteckt Silvio in einer alten Mühle, wo sie überwintern und ein Liebespaar werden. Nach Monaten kommt ein Partisanentrupp vorbei, dem sich Silvio ohne von Elena Abschied zu nehmen anschließt. Nach der Befreiung des Landes meldet er sich erst wieder bei ihr, als ihn seine Arbeit als Journalist für eine kommunistische Arbeiterzeitung zufällig in die Gegend führt. Sie brennt mit ihm ins verheißungsvolle Rom durch, muss dort aber feststellen, dass er in Armut lebt.
Seine Wohnung ist eng, miefig und ohne Küche; in den Restaurants bedient man ihn nicht, weil er anschreiben ließ und die Schulden nicht begleichen kann. Silvio stellt seinen idealistischen Kampf für eine andere Gesellschaft über eine Verbesserung ihrer materiellen Verhältnisse und setzt sich damit über Elenas sehnlichste Wünsche hinweg. Vor der Veröffentlichung eines Artikels über Unternehmer, die Kapital in die Schweiz verschieben, bietet ihm einer von ihnen eine horrende Summe Geld an, falls er auf die Publikation verzichtet. Entgegen der Meinung Elenas, die ein Kind erwartet, schlägt er das Angebot aus. Der Artikel bringt ihm wegen Verleumdung eine Haftstrafe auf Bewährung ein. Diese verwandelt sich in eine unbedingte Strafe, als er sich in den Tagen nach dem Attentat auf Kommunistenführer Togliatti an der Erstürmung eines Radiosenders beteiligt. Nach zweieinhalb Jahren wieder draußen, verknurren ihn Elena und ihre Mutter zu einem Studium, weil er kriegsbedingt über kein Diplom verfügt. Sie leben von Elenas Mitgift. Er macht bei der Prüfung eine jämmerliche Figur, fällt durch und betrinkt sich in einem Nachtclub. Das Paar trennt sich im Streit, in dem Silvio sie sehr verletzt und ihr unter anderem Ignoranz vorwirft. Silvio nutzt die Zeit, um einen autobiographischen Roman mit dem Titel "Una Vita Difficile" fertigzustellen, für den sich mangels literarischer Qualität kein Verleger findet und den wegen der Zensur in der Cinecittà niemand zu verfilmen wagt. Jahre später, ihr Kind ist schon etwas gewachsen, versucht er Elena wieder für sich zu gewinnen, um die inzwischen ein älterer, begüterter Herr buhlt. Silvio kann diese Liaison mit einem peinlichen betrunkenen Auftritt in einem Nachtclub in Viareggio verhindern, ohne Elena zurückzuerobern. Erst als er eines Tages bei der Beerdigung der Schwiegermutter mit einem teuren (aber wie sich herausstellt von seinem neuen Chef "geliehenen") Wagen aufkreuzt – „Ich habe mich geändert“ – folgt sie ihm. Er ist nun Privatsekretär und Adlat eines Magnaten, der ihn jedoch demütigend behandelt. Elena ist über seine Stellung enttäuscht – worauf er seinen Arbeitgeber mit einer Ohrfeige in ein Wasserbecken befördert und stolz mit seiner Frau davongeht. Der Film endet damit, allerdings mit einer sehr negativen Perspektive neuerlicher Armut und Demütigung. Als junger Partisan mit Vollbart war Silvio männlich und ein Held (leichte äußere Anmutung an Fidel Castro), im anschließenden Italien der Nachkriegszeit und des langsamen Wirtschaftswunders ist er ein idealistischer, schwankender, egoistischer Kindskopf, Pechvogel und Gescheiterter.

## Zum Werk
Bei den Repräsentanten der Filmbranche, denen Silvio sein Manuskript anbietet, handelt es sich um den Regisseur Alessandro Blasetti und die Schauspieler Silvana Mangano und Vittorio Gassman, die sich selbst darstellen. Die Handlung weist mehrere dramatische Stränge auf und ist konventionell aufgebaut, wird durch Satire und komische Zwischenspiele gebrochen. Das Publikum erkannte sein eigenes Leben wieder, das zu meistern moralische Kompromisse erforderte und Widersprüche hervorbrachte. Die Erzählung repräsentiert die Erfahrungen vieler Italiener, und verwendet sinnbildliche Ereignisse kollektiver Geschichte. Dazu gehören das Referendum vom 2. Juni 1946, in dem das italienische Volk für die Abschaffung der Monarchie und die Konstituierung Italiens als Republik stimmte, die Wahlen vom April 1948 und die Unruhen nach dem Attentatsversuch auf den Führer der Kommunistischen Partei Italiens, Palmiro Togliatti, am 14. Juli 1948.
Einerseits steht Silvios Befinden für die Millionen Italiener, die sich vom wirtschaftlichen Aufschwung ausgeschlossen fühlen, für das Ringen um Menschlichkeit während des Wiederaufbaus. Anderseits ist er einer jener ehemaligen Partisanen, die nach Kriegsende von der Verwirklichung eines sozialistischen Gesellschaftsmodells träumten. Mit der Wandlung zur Wohlstandsgesellschaft erlebten sie Enttäuschungen und den Verlust ihrer Illusionen. Der materialistischen Versuchung verweigert sich Silvio und sieht sich der beständigen Herausforderung gegenüber, seine moralische Ideale aufrechtzuerhalten. Er erklärt seinem kleinen Sohn, dass er kein unglücklicher Mensch sei, sondern einer, der sich weigere, das „Glück“ zu suchen. In einer Szene tritt und spuckt Silvio gegen vorbeifahrende Autos. Sie sind für ihn Symbol des Konsumdenkens, durch das er sich von seinen einstigen Mitstreitern verraten fühlt. Als er später mit einem teuren, offenen Wagen bei Elena vorfährt, führt das Dorf in einer Prozession ihre Mutter zu Grabe – ebenso gut könnte es das Begräbnis seiner Ideale sein. Das Filmende, bei der Silvio seinen schwerreichen Arbeitgeber ohrfeigt, mache ihn durch die Revolte zu einem Helden, fanden manche Kritiker. Dieser Ansatz lässt sich dahin weiterentwickeln, dass sein Heldentum weniger im Akt der Ohrfeige liege als der damit verbundenen Rückkehr Silvios zu den Widrigkeiten eines Lebens in Verlassenheit und Verzweiflung.
Als Das Leben ist schwer am 19. Dezember 1961 in den italienischen Kinos anlief, kam er bei den Kritikern schlecht an. Anders Goffredo Fofi, der in einem Beitrag von 1964 in der Filmkritik meinte, Das Leben ist schwer sei von allen Filmen zum Thema der klarste, bis auf das Happy End. „Die Gegenstände der Satire werden mit ungewöhnlicher Klarheit herausgearbeitet und die Absicht, so etwas wie die Geschichte der Linksintellektuellen nach dem Kriege zu zeigen, in jeder Weise erreicht.“ Als am sechstbesten besuchte inländische Produktion machte sie an den Kinokassen 318 Millionen Lire.
Vier Jahrzehnte nach seiner Entstehung erfreute sich das Werk eines höheren Zuspruchs. 2008, in einem Nachruf auf Risi in der Filmzeitschrift Positif, bezeichnete Jean A. Gili, Autor von Büchern über die Commedia all'italiana, Das Leben ist schwer als Risis erstes Meisterwerk, als ein „verblüffendes Bild der Entwicklung Italiens, vom hoffnungsvollen Kampf des Widerstandes zum moralischen Desaster des Wirtschaftswunders.“ Fournier Lanzoni (2008) fand, die schlaue Verwendung sowohl öffentlicher wie privater Belange gebe der Erzählung Durchhaltekraft. Sie untersuche auf überzeugende Weise die politische und moralische Entwicklung des Landes. In einem Nekrolog auf Risi sprach auch Gerhard Midding von einem Meisterwerk. Der Regisseur habe skeptisch geprüft, ob die Werte der Widerständler in der Nachkriegsgesellschaft noch tragfähig sind. Silvio ringe mit der eigenen Korrumpierbarkeit.